# Nahuelia anthracina
Nahuelia anthracina är en insektsart som beskrevs av Ronderos och S.Z. Turk 1989. Nahuelia anthracina ingår i släktet Nahuelia och familjen gräshoppor. Inga underarter finns listade i Catalogue of Life.